# Kneitlingen
Kneitlingen ist eine Gemeinde im Landkreis Wolfenbüttel (Niedersachsen). Sie besteht aus den Ortsteilen Ampleben, Bansleben, Eilum und Kneitlingen, die zwischen Elm und Asse liegen. Kneitlingen ist Mitgliedsgemeinde der Samtgemeinde Elm-Asse und bekannt als Geburtsort des mittelalterlichen Schelms Till Eulenspiegel.

## Geografie
Ortsteile der Gemeinde Kneitlingen und ihre Einwohnerzahl:

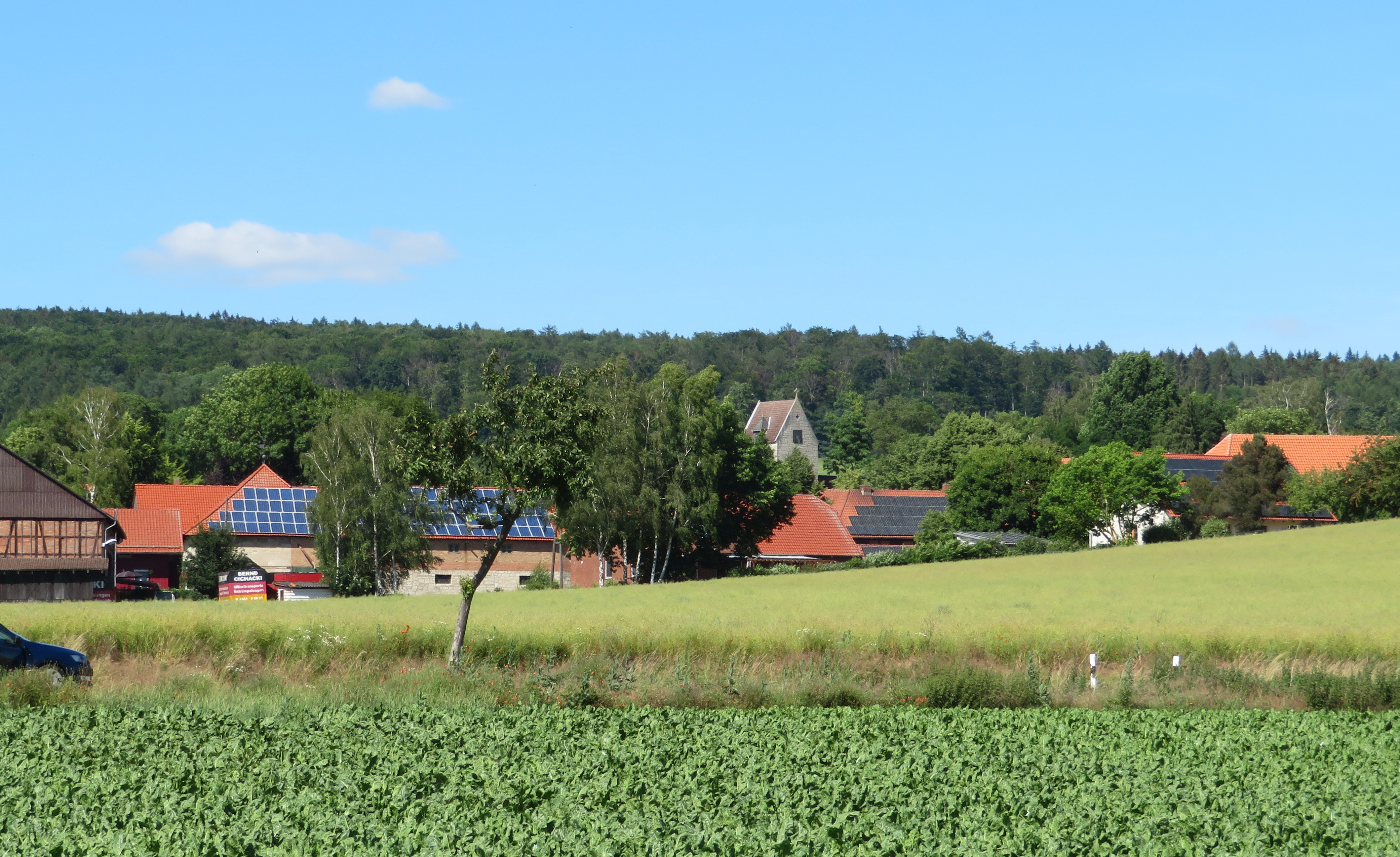
Kneitlingen – Blick von Süden

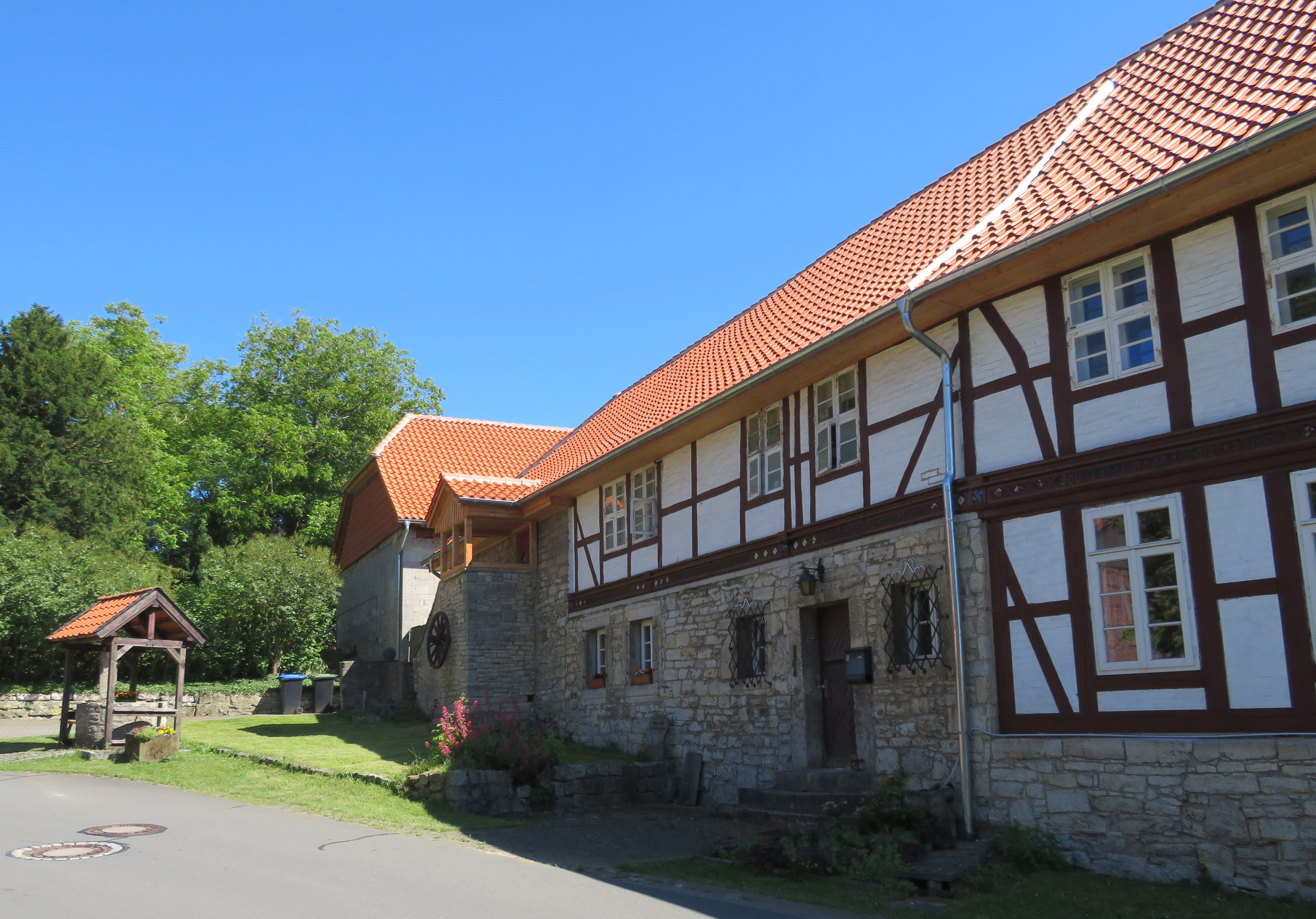
Ortsmitte

| Ortsteil             | Einwohner |
| -------------------- | --------- |
| Ampleben             | 263       |
| Bansleben            | 195       |
| Eilum                | 178       |
| Kneitlingen          | 138       |
| Gemeinde Kneitlingen | 774       |

(Stand: 30. September 2024)

## Geschichte
Alte Bezeichnungen des Ortes waren 1135 Knetlinge, 1141 Cletligge, 1147 Clettinge, 1236 Rothgerus de Cletlinge, 1318 Cletling, 1318 Cletlinghe, 1356 Knetlinge, 1372 Cletlynge, 1395 Kleetlinge und in der ersten Hälfte des 15. Jahrhunderts Knetling.
Im Jahre 1135 schenkte Kaiser Lothar seinem Dom in Königslutter acht Hufen Land in Kneitlingen; 1141 kam Kneitlingen als Cletlinge vor. Eine Familie von Kneitlingen hatte bis zum Jahre 1350 Grundbesitz im Dorf. Der letzte Namensträger war preußischer Obrist und starb 1739 in Nürnberg. Neben den alten Familien des Braunschweiger Landes von Ampleben, von Warle, von Veltheim, von Reihen und von Uetze, die zeitweilig Grundbesitz in Kneitlingen hatten, konnte sich die Familie von Kalm seit 1454 bis zur Separation 1843 ununterbrochen in dem Lehenbesitz eines Ackerhofes mit vier Hufen halten. Das Dorf Kneitlingen kam, nachdem es die zweite Frau des Herzogs Heinrich Julius, Elisabeth, eine Schwester des Dänenkönigs Christian IV., besessen hatte, 1627 an die von Cramm (Sambleben), die auch seitdem Gerichtsherren des Dorfes waren und das Patronat über die Kneitlinger Kirche innehatten.
Im Gegensatz zum benachbarten Ampleben gab es in Kneitlingen nie ein Rittergut. Stattdessen prägten seit alten Zeiten die drei Ackerhöfe und fünf Halbspännerhöfe das Dorfbild. Diese alten Höfe, teilweise unter Denkmalschutz, und die von den Dorfbewohnern mit viel Liebe und Einsatz gepflegten Grünanlagen, geben Kneitlingen eine ganz besondere Atmosphäre. Auch Volkstum und Sagen haben sich mit Kneitlingen beschäftigt. Im Teich vor dem Eulenspiegelhof gibt es den Hakemann, der leichtsinnige Kinder in die Tiefe zieht. Gegenüber im Garten des Behrenschen Hofes wollen noch vor 120 Jahren Spinnjungfern „Erdmännchen“ gesehen haben, die um eine Feuerstelle tanzten. Es soll im Dorf auch einen Schäfer gegeben haben, der Frauen mit dem bösen Blick auf die Zäune bannen konnte. Das Nikolaussingen der Kinder am 6. Dezember hat sich bis heute erhalten – wohl nicht zuletzt deshalb, weil der Heilige Nikolaus der Patron der Kneitlinger Kirche ist. Seit 1877 steht die Freiwillige Feuerwehr regelmäßig zum Löschen bereit. Eine Schützengesellschaft gibt es seit 1893.
Am 1. März 1974 wurden die Gemeinden Ampleben, Bansleben und Eilum eingegliedert. Inzwischen erwägt die Gemeinde eine Fusion mit der Nachbargemeinde Vahlberg.

## Gemeinderat
Der Rat der Gemeinde Kneitlingen setzt sich aus acht Mitgliedern zusammen. Die Ratsmitglieder werden durch eine Kommunalwahl für jeweils fünf Jahre gewählt.
Bei der Kommunalwahl 2021 ergab sich folgende Sitzverteilung:
| Gemeinderat 2021Insgesamt 8 Sitze - SPD: 3 - Grüne: 1 - CDU: 4 Den Grünen stünden zwei Sitze zu, sie konnten jedoch nur einen besetzen. | Gemeindewahl 2021Wbt.: 72,41 % 50403020100 48,21 %32,64 %19,15 % CDUSPDGrüne |

SPD und Grüne bilden eine Gruppe im Gemeinderat.

## Kultur und Sehenswürdigkeiten
Die romanische Kirche

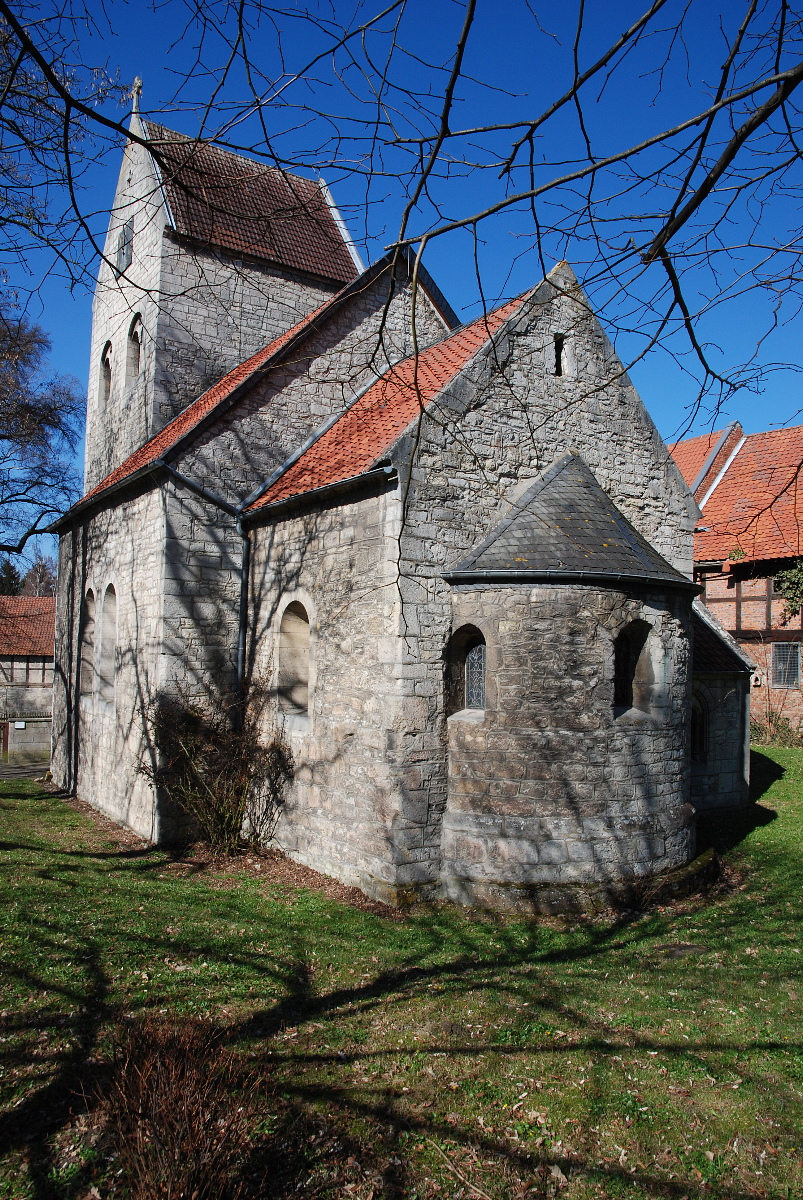
Kirche in Kneitlingen

Die Kirche in Kneitlingen wurde von den Tempelrittern gegründet und ist dem Heiligen Nikolaus geweiht. Sie wurde im Jahre 1141 das erste Mal erwähnt. Mit einem fast quadratischen Saalbau und einem eingezogenen Chorrund ist sie die einzige Dorfkirche im Landkreis Wolfenbüttel mit noch vorhandener halbrunder Apsis und kleinen romanischen Fenstern. Deutlich zu erkennen ist an der nördlichen Außenwand des Schiffes der alte ursprüngliche Eingang. Die Kreuzgewölbe im Chor und Schiff sind gratig. Im Chor-Viereck befindet sich eine rundbogige Kleeblatt-Nische. In der Apsis gibt es drei alte, kleine Rundbogenfenster; die größeren Fenster im Schiff und Chor-Viereck sind neu. In der Südmauer des Turms ist der mit lateinischem Kreuz auf Halbbogen versehene Deckel eines Kindersarges, der um 1860 eingemauert wurde. Die Ostmauer des Turmes wurde, um eine Orgel einzubauen, durchbrochen. Von der Kanzel, die ein Tischler in Räbke geschaffen hatte, sind verschiedene Figuren und korinthische Säulen ins Vaterländische Museum nach Braunschweig gekommen. An der Nordseite des Turmes soll nach einer Dorfbeschreibung von 1753 eine Abbildung Till Eulenspiegels zu sehen gewesen sein, die „endlich aber wegen großen Schadens und Anlauf der zu sehen begierigen Kriegsleute, um Gefahren und Schaden zu verhüten, weggetan worden“ ist. Wieder im Besitz der Kirche ist ein Taufstein von 78 cm Höhe und runder Form, aus der Kirche in Frellstedt oder Räbke stammend, aus dem Jahre 1584. Der Fuß ist ein Wulst, die Platte Karnies, reich profiliert.
Eulenspiegels eigenes Dorf

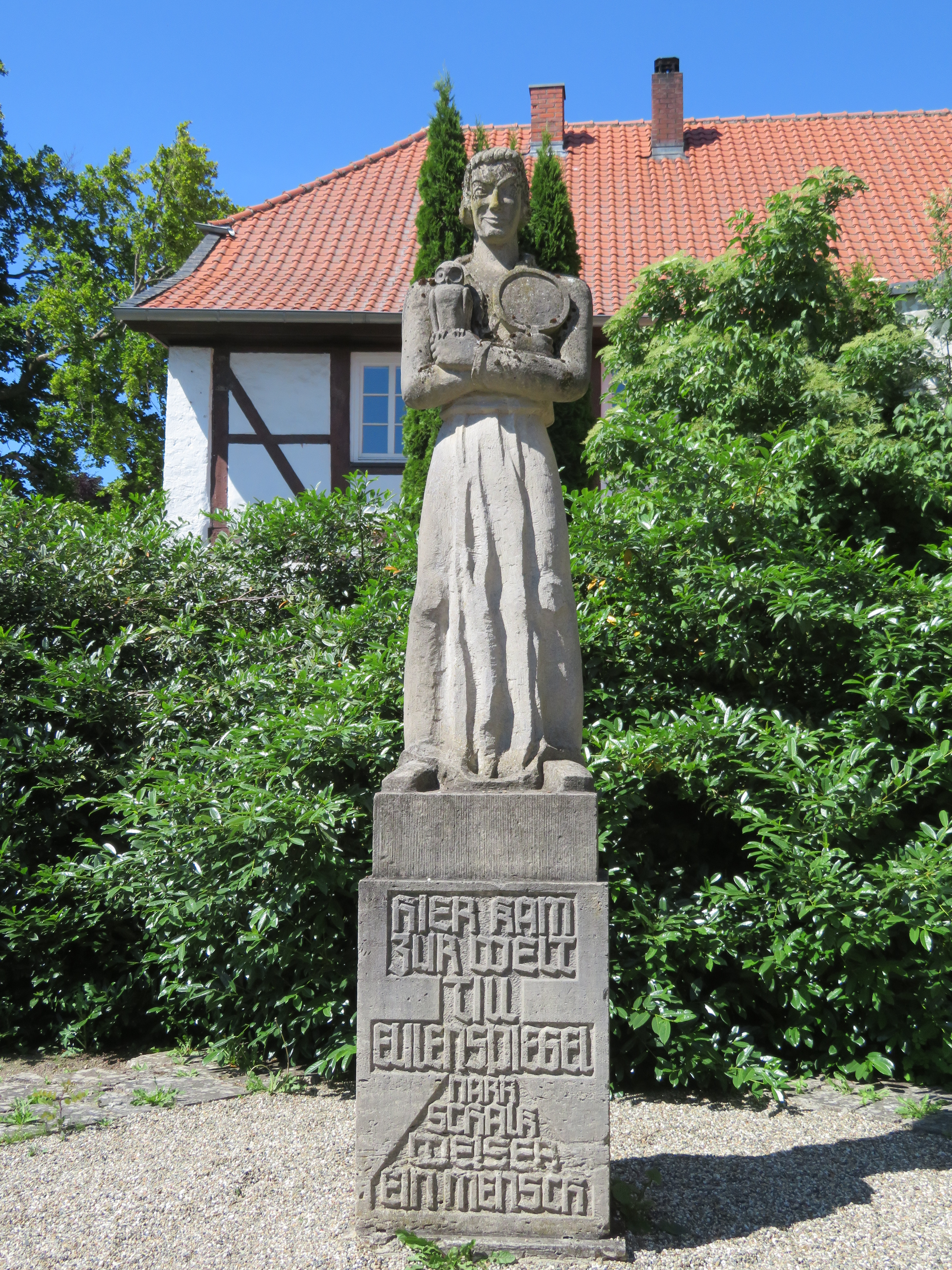
Eulenspiegeldenkmal Kneitlingen

In Kneitlingen ist Till Eulenspiegel, der Schalk und berühmte Sohn des Ortes, vielfach anzutreffen. Am nördlichen Dorfrand gibt es eine Eulenspiegel-Linde, die 1975 unter Naturschutz gestellt wurde. Auf dem Weg zum Eulenspiegelhof, einer mittelalterlichen Burganlage, trifft man an einer Stallwand auf den Informationskasten der Kirchengemeinde. Ein Eulenspiegel-Porträt weist auf das Denkmal an der Kirche hin. In den 1930er Jahren hat es der Bildhauer Theo Schmidt-Reindahl im Auftrage des Ministerpräsidenten Dietrich Klagges geschaffen.
Ernst August Roloff, erster Vorsitzender des Eulenspiegel-Freundeskreises, deutete in seinem Buch Ewiger Eulenspiegel den Kneitlinger zum „rassisch reinen“ SA-Mann um.
Kneitlingen ist mit Ampleben durch den Taufweg verbunden, einen etwa 1,5 km langer Wanderweg, auf dem der Überlieferung nach Till Eulenspiegel nach seiner Taufe in Ampleben von einer Magd nach Hause getragen wurde. Die Magd war jedoch nach der Tauffeier betrunken. Auf dem Wege nach Kneitlingen wollte sie auf einem Steg einen schlammigen Bach überqueren, fiel jedoch mitsamt dem kleinen Till in den Bach, der noch heute zwischen Ampleben und Kneitlingen fließt. Dies war Tills zweite Taufe. Da er im Bach so schmutzig geworden war, musste er zuhause gebadet werden. Dieses Bad gilt als seine dritte Taufe. Auf einer Informationstafel am Bach am westlichen Rand von Kneitlingen an der Triftstraße wird diese Begebenheit erläutert. Vom Taufweg aus bietet sich ein eindrucksvoller Blick auf die Umgebung Kneitlingens.
Ehemaliger Bahnhof
Südlich von Kneitlingen ist noch ein in ein Wohnhaus umgebautes Bahnhofsgebäude der 1902 fertiggestellten und 1971 stillgelegten ehemaligen Braunschweig-Schöninger Eisenbahn erhalten.